# Antônio da Silva Pimentel
Antônio da Silva Pimentel, coronel, (século XVII - século XVIII) foi um sertanista baiano da época do Brasil Colônia, sendo filho de outro do mesmo nome e de Joana de Araújo. Foi marido de Isabel Guedes de Brito, filha do potentado do sertão e mestre-de-campo Antônio Guedes de Brito. Em 1699 em Salvador, comprou casa de propriedade da Ordem do Carmo para erguer seu solar (atualmente conhecido como Solar Saldanha), herdado por sua filha D. Joana da Silva Caldeira Pimentel Guedes de Brito.
Em 20 de abril de 1700 o Rei D. Pedro II mandou em carta ser informado do resultado das diligências de que o governador-geral D. João de Lencastre encarregara ao coronel no Jequiriçá, em Camamu, na Bahia. Atingira o alto sertão do local mas ali encontrara paulistas e nada pudera fazer. Soube-se que andou depois sondando terras ribeirinhas ao rio São Francisco, para achada de ouro. Em 1702, segundo informações fornecidas pelo bandeirante paulista Leonardo Nardi de Arzão, o coronel andava nessa lida.
Morreu na Bahia em 1707, já coronel, alcaide de Igaraçu desde 1701.